# Peter Alfred von Hohenthal
Peter Alfred Graf von Hohenthal (* 5. Dezember 1806 in Dresden; † 16. November 1860 in Döbernitz) war sächsischer Standesherr und Kammerherr.

## Leben
Peter Alfred ist der Sohn des Geheimen Finanzrates und Standesherrn von Königsbrück sowie Herrn auf Döbernitz Peter Carl Graf von Hohenthal und dessen Ehefrau Julie Karoline Sophie von Unruh, Tochter des Generalleutnants Karl Philip von Unruh. Die ältere Schwester Karoline Agnes von Hohenthal starb bereits 1820.
1828 schloss er sein Studium an der juristischen Fakultät Leipzig mit dem Examen ab. Am 30. Mai 1829 heiratete er Charlotte Louise von Biron (1808–1845) auf Schloss Dyhernfurth (Brzeg Doln, Schlesien). Herrin von Dyhernfurth war zu dieser Zeit seine Schwiegermutter Antoinette Charlotte Luise Franziska Fanny geborene Gräfin von Maltzahn.
Die Ernennung zum Kammerherrn 1830 stattete den Grafen von Hohenthal mit politischem Einfluss aus. So stimmte er am 2. Oktober 1832 gegen die Aufrechterhaltung der Sparkasse gegen die Grafen Peter Karl und Peter Wilhelm von Hohenthal. Erst 1819 hatte der Großvater des Grafen diese gegründet. Trotz Hohenthals Gegenstimme blieb diese Sparkasse erhalten.
Um in die Ständekammer aufgenommen zu werden, wurde Peter Alfred von Hohenthal am 1. März 1833 als Standesherr von Königsbrück vereidigt. Sein Vater hatte sich auf den Herrensitz Döbernitz zurückgezogen und überließ Peter Alfred die Verwaltung der Standesherrschaft. Als Standesherr gehörte er auch den Oberlausitzer Provinzialständen an.
Im August 1845 verstarb Graf Hohenthals Ehefrau Charlotte Louise, aus der Ehe gingen keine Kinder hervor. 
Durch die folgende Hochzeit mit Marie zu Schleswig-Holstein-Sonderburg-Glücksburg (1810–1869) am 3. Oktober 1846, stieg das Ansehen des Grafen, denn seine zweite Frau war die Schwester des späteren Königs von Dänemark, Christian IX. Marie war vorher mit dem Obristen Friedrich von Lasberg († 1843) kinderlos verheiratet. Auch diese Ehe blieb ohne Kinder.
Ein Stadtbrand in Königsbrück am 28. und 29. März 1847 hinterließ 270 Obdachlose. Als Standesherr zum Handeln verantwortlich, gründete von Hohenthal deshalb einen Hilfsverein und inserierte Spendenaufforderungen in Zeitungen. In diesem Jahr wurde er Ehrenbürger der Stadt Königsbrück.
Die Wetterunbilden in der Westlausitz veranlassten von Hohenthal 1853 Vorsitzender der SAXONIA Hagelschaden-Versicherungs-Gesellschaft in Bautzen zu werden.
1855 wurde Graf Hohenthal Rechtsritter des Johanniterordens; in seinem Testament bedachte er die Johanniter Ordens Balley Brandenburg mit 1000 Talern.
Er starb am 16. November 1860 kinderlos auf Döbernitz und setzte seine Mutter und Ehefrau als Universalerben ein. Diese verkauften Döbernitz an die gräfliche Linie Hohenthal-Dölkau.